# استفان پتر
استفان پتر (انگلیسی: Stefan Pater؛ زادهٔ ۳۱ اکتبر ۱۹۶۰) بازیکن فوتبال اهل آلمان است.
از باشگاه‌هایی که در آن بازی کرده‌است می‌توان به باشگاه فوتبال بوخوم و باشگاه فوتبال آرمینیا بیله‌فلد اشاره کرد.